# Lydia West
Lydia Dorothy West (Londra, 24 giugno 1993) è un'attrice britannica, nota per aver recitato nelle serie Years and Years e It's a Sin.

## Biografia
West, originaria di Londra, è nata nel 1993 a Islington. Ha una sorella maggiore, Rachel.
Dopo aver conseguito la laurea in economia, ha frequentato la Identity School of Acting.

## Carriera
West ha iniziato la sua carriera nel 2019 recitando nella serie della BBC One e di HBO creata da Russell T Davies Years and Years, mentre l'anno successivo è apparsa in un episodio della miniserie Dracula.
Nel 2020 ha anche narrato il Mago di Oz per Audible, al fianco di Jim Broadbent.
Nel 2021 ha recitato nella serie trasmessa da Channel 4 It's A Sin, nei panni della coprotagonista Jill Baxter, personaggio definito dal creatore della serie "il cuore della storia". La sua performance è stata elogiata dalla critica. L'anno seguente è apparsa nelle serie TV Suspicion e The Pentaverate, distribuite rispettivamente da Apple TV+ e da Netflix.
È stato annunciato che West reciterà nel film Text for You.

## Filmografia

### Cinema
- Love Again, regia di James C. Strouse (2023)

### Televisione
- Years and Years - miniserie TV, 6 puntate (2019)
- Dracula - miniserie TV, 1 puntata (2020)
- It's a Sin - miniserie TV, 5 puntate (2021)
- Suspicion - serie TV, 4 episodi (2022)
- The Pentaverate - serie TV, 6 episodi (2022)
- Inside Man – serie TV, 4 episodi (2022)
- Suspicion – serie TV, 4 episodi (2022)

## Riconoscimenti
- 2021 – Festival della televisione di Monte Carlo
  - Miglior attrice per It's a Sin[19]

## Doppiatrici italiane
Nelle versioni in italiano delle opere in cui ha recitato, Lydia West è stata doppiata da:
- Antilena Nicolizas in Years and Years
- Lucrezia Marricchi in Suspicion